# 北京兵工物資
北京兵工物資有限公司，簡稱北京兵工物資，由中國兵器工業集團附屬中國兵工物資集團旗下公司，是在2005年成立，董事長及總經理司磊。至於總部為北京市海淀区车道沟10号科技1号楼4-5层。
其主要業務建筑钢材、冷轧卷板、热轧卷板、镀锌板及中厚板为主营品种，以现货、直销、分销、期货套期保值等多种方式结合的贸易模式。

## 外部連結
- 北京兵工物資有限公司